# Vale och Narfe
Vale och Narfe (eller Nare) är i nordisk mytologi söner till Loke och Sigyn. Vale förvandlades av gudarna till varg sedan Loke tillfångatagits efter Balders död. Som varg sliter Vale sin bror Narfe i stycken och dennes tarmar används sedan som rep, med vilka Loke fjättras vid tre vassa stenar. 